# كريستي أوبراين
كريستي أوبراين (بالإنجليزية: Christy O'Brien)‏ هو مجدف أيرلندي، ولد في 9 ديسمبر 1949.

## وصلات خارجية
- كريستي أوبراين على موقع الاتحاد الدولي للتجديف (الإنجليزية)
- كريستي أوبراين على موقع أوليمبيديا (الإنجليزية)